# Jens Atzorn
Jens Atzorn (ur. 1 stycznia 1976 w Monachium) – niemiecki aktor.

## Życiorys
Urodził się w Monachium jako syn pary aktorskiej - Angeliki Hartung i Roberta Atzorna. Uczęszczał do szkoły teatralnej Zerboni w Grünwald. Następnie studiował w Szkole Filmowej w Kolonii i Akademii Filmowej w Ludwigsburgu. 
Początkowo pracował głównie w teatrze, zanim trafił na plan filmowy. Zadebiutował w filmie Tygrys szuka tygrysicy (Tigermännchen sucht Tiegerweibchen), jak pisali recenzenci – „najbardziej genialnej komedii niemieckojęzycznej 2001 roku”. W 2001 został uhonorowany Lore-Bronner-Preis. Potem zagrał niewielką rolę Tima w komedii romantycznej ARD Dam ci jeden romans (Ich schenk dir einen Seitensprung, 2002) u boku Markusa Knüfkena, Muriel Baumeister i Dominique Horwitza. Po występie w kilku filmach krótkometrażowych, można go było zobaczyć w serialu ZDF Książę i dziewczyna (Der Fürst und das Mädchen, 2005). Później grał w filmach i serialach telewizyjnych, takich jak Das Traumschiff, Tatort czy Górski lekarz (Der Bergdoktor). W 2010 otrzymał Caligari Award za rolę menadżera Dirka w krótkometrażowym dramacie sensacyjnym The Night Father Christmas Died (2010). 
W 2016 dołączył do serialu ZDF / ORF Lena Lorenz w roli Quirina Pankofera. W 2019 przyjął rolę komisarza Eliasa Deckera w serialu kryminalnym Sat.1 Jak pies z gliną (Der Bulle und das Biest).
W latach 2006–2009 występował na scenie Nationaltheater Mannheim, gdzie zagrał młodego majora Ferdynanda w Intrydze i miłości Friedricha Schillera (2006), malarza Contiego w Emilii Galotti Gottholda Ephraima Lessinga (2007), Happy’ego Lomana w Śmierci komiwojażera Arthura Millera (2007), Swingera w Zatrzymaj się albo wszyscy to zrobią (Raststätte oder sie machen's alle) Elfriede Jelinek (2007), Petera w Mourning Becomes Electra Eugene’a O’Neilla (2007), Nica w Kto się boi Virginii Woolf? Edwarda Albeego (2007), Valentina w Fauście Goethego (2008), Tybalta w Romeo i Julii Williama Szekspira (2008), narratora w Dziewicy Orleańskiej Friedricha Schillera (2009) i Malkolma w Makbecie (2009). W 2011 związał się na stałe z Residenztheater w Monachium.

## Wybrana filmografia
- 2002: Tatort: Undercover jako Jovan Karsis
- 2010: Górski lekarz (Der Bergdoktor: Böses Erwachen) jako Florian Bärlacher
- 2011: Tatort: Jagdzeit jako Xaver Heintel
- 2015: Jednostka specjalna „Dunaj” jako Moritz Glassner
- 2015: Górski lekarz (Der Bergdoktor: In der Fremde) jako Jan Griebel
- 2017: Górski lekarz (Der Bergdoktor: Entscheidung im Eis)

## Nagrody
- 2001: Lore-Bronner-Preis dla sztuk performatywnych
- 2010: Caligari Award za rolę menadżera Dirka w filmie krótkometrażowym Noc, w której zmarł Święty Mikołaj (The Night Father Christmas Died, 2010)